# 弋鶴
弋鶴（1560年—1586年），字鳴臯，號斗陽，山西安邑縣人，匠籍，明朝政治人物。

## 生平
萬曆十三年（1585年）乙酉科山西鄉試五十八名舉人，萬曆十四年（1586年），登丙戌科会试二百五十六名，第三甲第二百七十八名進士。吏部观政，卒。

## 家族
曾祖弋鑑；祖父弋微；父弋存心。母荊氏。具庆下。